# Manuel Boix
Pour les articles homonymes, voir Boix.
 (janvier 2017).
Manuel Boix Álvarez, prononcé [bɔʃ] ou [bɔjʃ], (né à L'Alcúdia, le 18 décembre 1942), artiste peintre, graveur, affichiste, illustrateur, sculpteur espagnol, est l'un des introducteurs du nouveau réalisme en Espagne dans les années 1960.
Prix national d'arts plastiques en 1980, il est surtout reconnu par ses eaux-fortes, dont ses gravures pour l'édition en quatre volumes du Tirant lo Blanc de la Tercera Branca est un exemple.

## Biographie
Né en 1942 à l'Alcúdia, petite ville de la Ribera del Xúquer (Valence), Boix a fréquenté l'école des Beaux-Arts (Facultat de Belles Arts Sant Carles de València) de la ville de Valence. Son figurativisme et son trait précieux fait désormais partie de l'imaginaire valencien. De ses  illustrations pour Tirant le Blanc ou pour les Germanies (mouvement social né à Valence et aux Baléares vers 1520), aux centaines d'actes culturels publics et privés qu'il a illustrés, ses œuvres ont fait de lui l'un des principaux témoins de la réalité culturelle du Pays Valencien et, partant, de la culture catalane en général.
Après quelques œuvres initiales, il fait irruption, en 1964, dans le panorama artistique valencien avec le Triptyque monothéiste (Tríptic monoteista), dont il partage l'espace avec Artur Heras et Rafael Armengol, deux peintres avec lesquels il exposera au cours des années suivantes.
Au cours de la décennie suivante, la Retransmission télévisée du miracle (Retransmissió televisiva del miracle, 1970) ainsi que les séries Fauconnerie (Falconeria) et Trame et chaîne (d'un tissu) (Trama i ordit ) approfondissent sa peinture. De cette période datent des œuvres telles l'Arc de triomphe (l'Arc del triomf, 1971) et, surtout, Le martyre de saint Sébastien (El martiri de Sant Sebastià ) et Saint Bruno (Sant Bru ), tous deux de 1973.
Plus tard, les œuvres de la série Ticromart, à la fin des années 1970, ou bien celles de la série Acrostiche (Acròstic ), 1982, indiquent bien clairement les nouveaux chemins plus allégoriques qu'il emprunte, laissant de côté certains éléments trop explicites, chemins qui lui permettent d'atteindre une puissance expressive bien plus forte.
Depuis 1980, année au cours de laquelle lui fut décerné le Prix national d'arts plastiques, et tout particulièrement après un long séjour à New York à la fin des années 1980, ses activités se sont déployées dans les champs les plus divers de la création. Boix revient en 1992 dans le panorama valencien, avec une exposition sur le jeu de blaid (joc de pilota, littéralement « jeu de pelote », semblable à la pelote basque): Le point dans le mouvement (El punt dins el moviment ), où se combinent toutes les ressources créatives qu'il a explorées jusque-là, tant dans sa peinture —avec les séries Achrostiche, Charnière (Frontissa ), Alphabet (Alfabet )…—, que dans l'illustration —Tirant le Blanc, Le Serpent, la rivière (La Serp, el riu ), Don Quichotte (El Quixot )…—, dans ses œuvres graphiques, avec les séries consacrées à Tirant le Blanc (1978-1985), à travers ses affiches ou sa sculpture, à laquelle il s'est également intéressé de façon approfondie, principalement le bronze. Le point dans le mouvement, tout comme les Borja (1992-1998), Le Labyrinthe (El Laberint ) et Les équilibristes (Els equilibristes ) constituent autant de tentatives plastiques pour occuper tout l'espace scénographique.
Dans sa dernière série, Le visage (El rostre ), Boix revient à la peinture et aux grands formats.

## Prix et distinctions
- 1973 :  Pomme d'Or de Bratislava à la  Biennale d'illustration de Bratislava (BIB)[3] pour ses illustrations de l'album jeunesse El Cangrejo de Oro (texte de Olga Cotovad)
- 1980 : Prix national d'arts plastiques[2]